# Halichoanolaimus robustus
Halichoanolaimus robustus är en rundmaskart som först beskrevs av Bastian 1865.  Halichoanolaimus robustus ingår i släktet Halichoanolaimus och familjen Choniolaimidae. Arten är reproducerande i Sverige. Inga underarter finns listade i Catalogue of Life.